# Fracție zecimală periodică

Sunt numere raționale (pot fi reprezentate ca un raport între 2 întregi), care nu pot fi reprezentate în baza zece cu un număr finit de zecimale. La aceste numere partea zecimală se repetă la infinit. Exemplu de reprezentare:

Un număr cu zecimale periodice poate fi reprezentat în altă bază fără perioadă. Exemplu: în baza 12, 1/3 = 0,6 pe cănd în baza zece este 0,(3). Tot în baza 12, 1/5 = 0,(2497), pe când în baza zece este 0,2

Transformarea in forma a/b a fracției zecimale periodice :

Se face în felul următor:–numărătorul este nr. scris fără virgulă şi fără perioadă din care scadem perioada.
numitorul este numărul format din atâtea cifre 9 câte are perioada, la care punem la final atâtea cifre 0 câte, cifre sunt la partea zecima care nu se află în perioadă.

Exemplu: